# Icona Pop
Icona Pop é um grupo de música pop sueco, formado em 2009, com electro house, punk e indie pop como influências musicais. originário de Estocolmo. As duas integrantes Caroline Hjelt e Aino Jawo, crescidas em Estocolmo, desenvolvem suas músicas com a proposta de fazerem os ouvintes "chorarem e rirem ao mesmo tempo". No mesmo ano, elas assinaram um contrato com a TEN, gravadora musical sob a qual distribuiu seu álbum de estreia Icona Pop (2012). Seu segundo álbum de estúdio, This Is... Icona Pop, foi lançado em 20 de setembro de 2013 através da mesma gravadora.

## Carreira
Caroline Hjelt (nascida em 08 de novembro de 1987) e Aino Jawo (nascida em 7 de julho de 1986, de uma mãe finlandesa e pai gambiano ) frequentaram a mesma escola de música em Estocolmo, mas se encontraram por acaso em uma festa em fevereiro de 2009 e formaram a dupla. Quatro semanas depois, eles haviam escrito canções para sua primeira performance como dupla. Dois anos depois, a dupla descreveu sua música como "melodias pop clássica, com tambores e sintetizadores". 
A imprensa, incluindo a NME, The Guardian, Rolling Stone e Pitchfork Media elogiaram a dupla.   O The Guardian descreveu o single de estréia "Manners" como "sem esforço".  A dupla tem trabalhou no estúdio com os produtores, Patrick Berger (Robyn), Elof Loelv (Niki & The Dove) e Starsmith.
No outono de 2012, a dupla lançou o álbum estendido Iconic em EUA e o álbum Icona Pop na Suécia. A dupla já conhecido na Suécia, os EUA, o Reino Unido, Alemanha, Itália e Canadá e também foram entrevistadas pela imprensa sueca e estrangeira.

### 2012–presente:Icona PopeThis Is... Icona Pop
"I Love It", um pré-lançamento de seu álbum auto-intitulado Icona Pop alcançou o Sverigetopplistan, a tabela oficial de singles sueco. A canção também foi destaque em 2012 no vídeo game Need for Speed: Most Wanted, em um comercial de televisão alemã para a Coca- Cola Light em janeiro de 2013, foi a música tema da série televisiva americana Snooki & JWoww, e foi exibida em um episodio da série jovem The Vampire Diaries. O segundo single "Ready for the Weekend" foi lançado em 11 de setembro de 2012. Ambas as faixas aparecem em seu segundo álbum estendido, lançado em 16 de outubro de 2012. "I Love It" também foi usado no anúncio para o Samsung Galaxy S4.
Seu EP Iconic Ep alcançou uma altura de pico de 21 na parada de dança iTunes dos EUA.  Em 2013, eles embarcaram em uma turnê pelos Estados Unidos com Passion Pit e Matt & Kim. Em janeiro de 2013, "I Love It" foi destaque no terceiro episódio da segunda temporada de Girls, um show da HBO criado por Lena Dunham. Em março de 2013, "I Love It" foi destaque no décimo sexto episódio da quarta temporada, chamado "Trazer It On" , de The Vampire Diaries. Em 3 de maio de 2013, a dupla cantou "I Love It" no talk show, Late Night with Jimmy Fallon  e no Good Morning America. Em 6 de maio de 2013, "I Love It" foi destaque na série comédia-musical da FOX, Glee.
Em 04 de junho de 2013, a dupla lançou o single "Girlfriend". Icona Pop revelou em uma entrevista que eles gravaram seu álbum internacional com todas as novas músicas. A dupla disse que "o novo álbum não é vai ser dezesseis faixas como "I Love It"e que eles estão testando novos gêneros e sons. Em junho de 2013, Icona Pop recebeu dois prêmios Teen Choice para Choice Music Breakout Group e Choice Single: Group 
Em 4 de agosto de 2013 a dupla visitou Montreal, onde participou do Festival anual Osheaga. 

## Discografia

### Álbuns de estúdio
| Título                                                                                        | Detalhe do álbum                                                                       | Posições em paradas músicais | Posições em paradas músicais | Posições em paradas músicais | Posições em paradas músicais | Posições em paradas músicais | Posições em paradas músicais | Posições em paradas músicais |
| Título                                                                                        | Detalhe do álbum                                                                       | SUE                          | BEL                          | FRA                          | ALE                          | SUI                          | UK                           | EUA                          |
| --------------------------------------------------------------------------------------------- | -------------------------------------------------------------------------------------- | ---------------------------- | ---------------------------- | ---------------------------- | ---------------------------- | ---------------------------- | ---------------------------- | ---------------------------- |
| Icona Pop                                                                                     | - Lançamento: 14 de novembro de 2012 - Gravadora: TEN - Formatos: CD, digital download | 55                           | —                            | —                            | —                            | —                            | —                            | —                            |
| This Is... Icona Pop                                                                          | - Lançamento: 23 de setembro de 2013 - Gravadora: TEN - Formatos: CD, digital download | —                            | 96                           | 185                          | 99                           | 46                           | 86                           | 36                           |
| "—" indica que a gravação não foi incluída nas paradas ou não foi distribuída naquela região. |                                                                                        |                              |                              |                              |                              |                              |                              |                              |

## Singles

### Como artista principal
| Título                                                                                        | Ano  | Posições em paradas músicais | Posições em paradas músicais | Posições em paradas músicais | Posições em paradas músicais | Posições em paradas músicais | Posições em paradas músicais | Posições em paradas músicais | Posições em paradas músicais | Posições em paradas músicais | Posições em paradas músicais | Certificações | Álbum                |
| Título                                                                                        | Ano  | SUE                          | AUS                          | AUT                          | BEL                          | FRA                          | ALE                          | HOL                          | SUI                          | UK                           | EUA                          | Certificações | Álbum                |
| --------------------------------------------------------------------------------------------- | ---- | ---------------------------- | ---------------------------- | ---------------------------- | ---------------------------- | ---------------------------- | ---------------------------- | ---------------------------- | ---------------------------- | ---------------------------- | ---------------------------- | --- | -------------------- |
| "I Love It" (featuring Charli XCX)                                                            | 2012 | 2                            | 3                            | 3                            | 6                            | 18                           | 3                            | 16                           | 10                           | 1                            | 7                            | - GLF: Platina - ARIA: 5× Platina - BPI: Platina - BVMI: Platina - MC: 4× Platina - RIAA: 4× Platina - RMNZ: Ouro | Icona Pop            |
| "We Got the World"                                                                            | 2012 | 29                           | —                            | —                            | —                            | —                            | —                            | —                            | —                            | —                            | —                            | | Icona Pop            |
| "Girlfriend"                                                                                  | 2013 | 57                           | —                            | 27                           | 17                           | —                            | 17                           | —                            | 73                           | —                            | —                            | | This Is... Icona Pop |
| "All Night"                                                                                   | 2013 | —                            | —                            | 43                           | 8                            | —                            | 66                           | —                            | 75                           | 31                           | —                            | | This Is... Icona Pop |
| "Get Lost"                                                                                    | 2014 | 58                           | —                            | —                            | —                            | —                            | —                            | —                            | —                            | —                            | —                            | | Non-album singles    |
| "Emergency"                                                                                   | 2015 | 19                           | —                            | —                            | —                            | —                            | —                            | —                            | —                            | —                            | —                            | | Non-album singles    |
| "Someone Who Can Dance"                                                                       | 2016 | 56                           | —                            | —                            | —                            | —                            | —                            | —                            | —                            | —                            | —                            | | Non-album singles    |
| "Brightside"                                                                                  | 2016 | 82                           | —                            | —                            | —                            | —                            | —                            | —                            | —                            | —                            | —                            | | Non-album singles    |
| "GIRLS GIRLS"                                                                                 | 2017 | 53                           | —                            | —                            | —                            | —                            | —                            | —                            | —                            | —                            | —                            | | Non-album singles    |
| "—" indica que a gravação não foi incluída nas paradas ou não foi distribuída naquela região. |      |                              |                              |                              |                              |                              |                              |                              |                              |                              |                              | |                      |